# Route de montagne

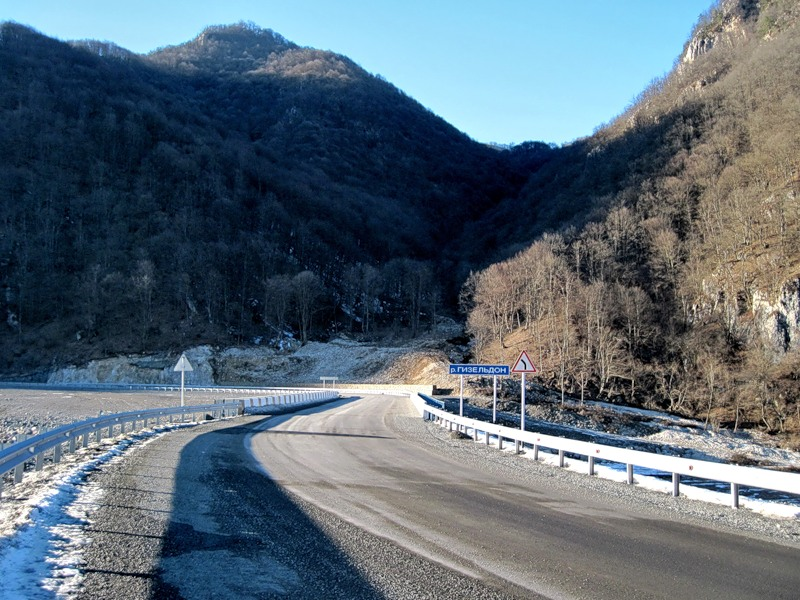
Vue d'une route de montagne en Ossétie du Nord.

Une route de montagne est une route dont le tracé passe par une ou plusieurs zones montagneuses et dont le profil comprend de nombreuses courbes, pentes et autres montées. Elle peut également être amenée à franchir des cols et des vallées. Généralement dotées d'une chaussée étroite, les routes de montagne sont parfois dangereuses du fait des précipices qu'elles longent, des conditions météorologiques qu'elles demandent d'affronter, etc. Elles sont néanmoins, dans certains cas, le seul moyen d'acheminer hommes et matériels dans et hors de certaines zones reculées. Elles peuvent en outre être des routes touristiques.